# Litewski Związek Zawodowy „Solidarność”
Litewski Związek Zawodowy „Solidarność” (lit. Lietuvos darbo federacija, LDF) – centrala związkowa działającą na Litwie od 1989.

## Charakterystyka
Centrala jest członkiem Międzynarodowej Konfederacji Związków Zawodowych (ITUC), Europejskiej Konfederacji Związków Zawodowych (ETUC) oraz Bałtyckiego Związku Związków Zawodowych (BASTUN). W 2024 zrzeszał około 20 000 pracowników.